# 北方町板上
北方町板上（きたかたまちいたかみ）は、宮崎県延岡市の町名である。2025年１月1日現在、人口38人（男19人、女19人）、世帯数20世帯である。郵便番号は、889-0121、番地につく干支は「戌」である。

## 地理
延岡市の西部、旧北方町の中北部に位置する。五ケ瀬川支流の曽木川の源流部にあたる、曽木川に沿って宮崎県道215号板上曽木線の起点があり、南下している。
北・西を北方町上鹿川（酉）、東を北方町二股（亥）、南を北方町藤の木（酉）・北方町板下（戌）、南西を北方町三ケ村（午）と接する。

## 歴史

### 沿革
- 2007年3月31日 - 北方町が延岡市に編入。「戌」のうち、通称地名「板上」をもって「北方町板上」が設置される。

## 小・中学校の学区
公立小・中学校の通学域は以下の通り。
小・中一貫校
- 延岡市立北方学園

## 交通

### 道路
- 宮崎県道215号板上曽木線